# Selliguea violascens
Selliguea violascens är en stensöteväxtart som först beskrevs av Georg Heinrich Mettenius och som fick sitt nu gällande namn av Peter Hans Hovenkamp.
Selliguea violascens ingår i släktet Selliguea och familjen Polypodiaceae. Inga underarter finns listade i Catalogue of Life.